# Арга-Сала
Арга́-Сала́ — річка в Росії, в Красноярському краї і Якутії, ліва притока річки Оленьок. Довжина 503 км, площа басейну 47,7 тисяч км². Бере початок на кряжі Букочан. Протікає північно-східною пониженою частиною Середньосибірського плоскогір'я, утворюючи великі петлі. Багато порогів, обумовлених виходами траппів.